# Namalować katolicyzm od nowa
Namalować katolicyzm od nowa (ang. Lets Paint Catholicism Again) – projekt malarski mający na celu odnowienie zachodniego malarstwa sakralnego, wprowadzenie do Kościoła współczesnych obrazów wysokiej jakości oraz ożywienie mecenatu artystycznego. Został zainicjowany w 2022 roku przez Fundację Świętego Mikołaja, Teologię Polityczną oraz Instytut Kultury św. Jana Pawła II (na rzymskim Angelicum). Pomysłodawcą przedsięwzięcia jest Dariusz Karłowicz. 
Projektowi towarzyszą inicjatywy wydawnicze, akademickie i edukacyjne.

## Zaproszeni artyści
Stałymi członkami projektu są polscy artyści: Jarosław Modzelewski, Ignacy Czwartos, Beata Stankiewicz, Krzysztof Klimek, Jacek Hajnos OP, Wojciech Głogowski, Artur Wąsowski, Grzegorz Wnęk, Bogna Podbielska, Jacek Dłużewski.
Do każdej edycji jednorazowo zaproszony jest jeden malarz młodszego pokolenia (kolejno chronologicznie): Wincenty Czwartos, Michał Żądło, Ewa Czwartos, Karolina Żądło.

## Przygotowanie naukowe
Celem projektu jest stworzenie obrazów, nadających się do katolickiego kultu. Malowanie poprzedzają warsztaty, na których artyści poszerzają swoją wiedzę z teologii, filozofii i historii sztuki, aby powstające obrazy stały w zgodności z naukami Kościoła i mogły pełnić na jego potrzeby funkcje dydaktyczne.
Wykładowcami byli m.in: ks. prof. Marek Starowieyski, o. Jarosław Kupczak OP, Anna Kilian, Bazyli de Górski, Izabela Rutkowska, ks. bp. Jacek Grzybowski.

### I edycja –Jezus Miłosierny[10]
Projekt został zainaugurowany w listopadzie 2022 wystawą 10 obrazów Jezusa Miłosiernego w krużgankach Bazyliki Dominikanów w Krakowie. I edycja miała również swoje odsłony w Warszawie (podziemia katedry św. Floriana, luty-marzec 2023), Rzymie (galeria San Salvatore in Lauro, kwiecień-maja 2023). 
Znaczna część obrazów Jezusa Miłosiernego namalowanych w I edycji, została zakupiona i trafiła do kościołów i kaplic w całej Polsce. m.in. do kościoła NMP w Dąbrowie, kościoła Matki Bożej Pompejańskiej w Warszawie czy do parafii Matki Bożej Częstochowskiej w Wołominie.

### II edycja –Zwiastowanie[16]

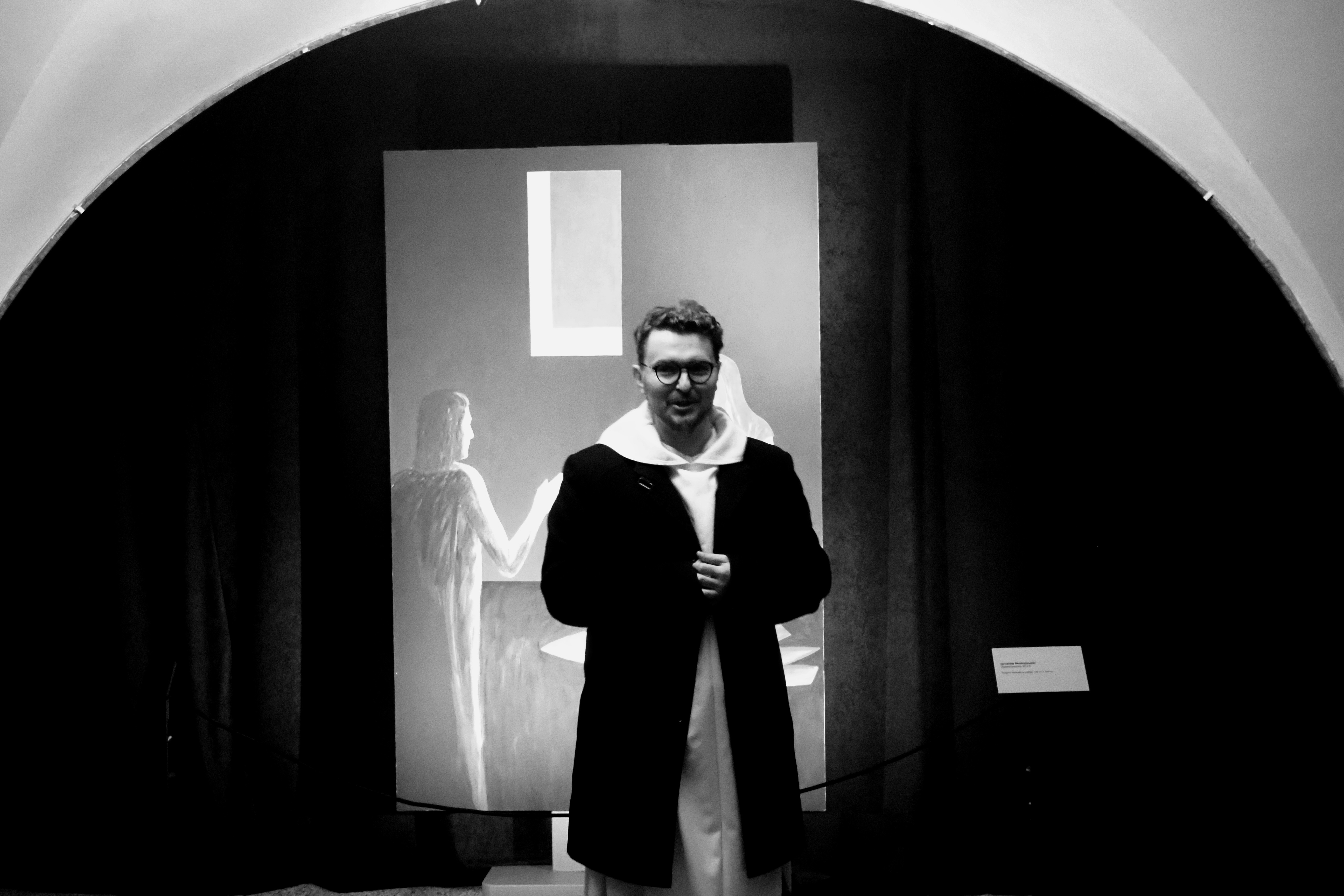
Jacek Hajnos OP podczas oprowadzania kuratorskiego po wystawie „Zwiastowanie” w ramach projektu „Namalować katolicyzm od nowa” w podziemiach katedry warszawsko-praskiej (2024)

Od drugiej edycji artyści malują po 2 obrazy: duży - do kultu wspólnotowego i mały - do kultu prywatnego. Edycja ta dotyczyła Zwiastowania.
Wernisaż odbył się w Warszawie (podziemia katedry św. Floriana, listopad 2023-luty 2024), Rzymie (galeria San Salvatore in Lauro, kwiecień 2024), Częstochowie (krużganki kościoła św. Zygmunta, lipiec -wrzesień 2024), Białymstoku (foyer Opery i Filharmonii Podlaskiej,  październik 2024), Opolu (Muzeum Diecezjalne, grudzień 2024 - styczeń 2025).

### III edycja –Nawiedzenie[22]

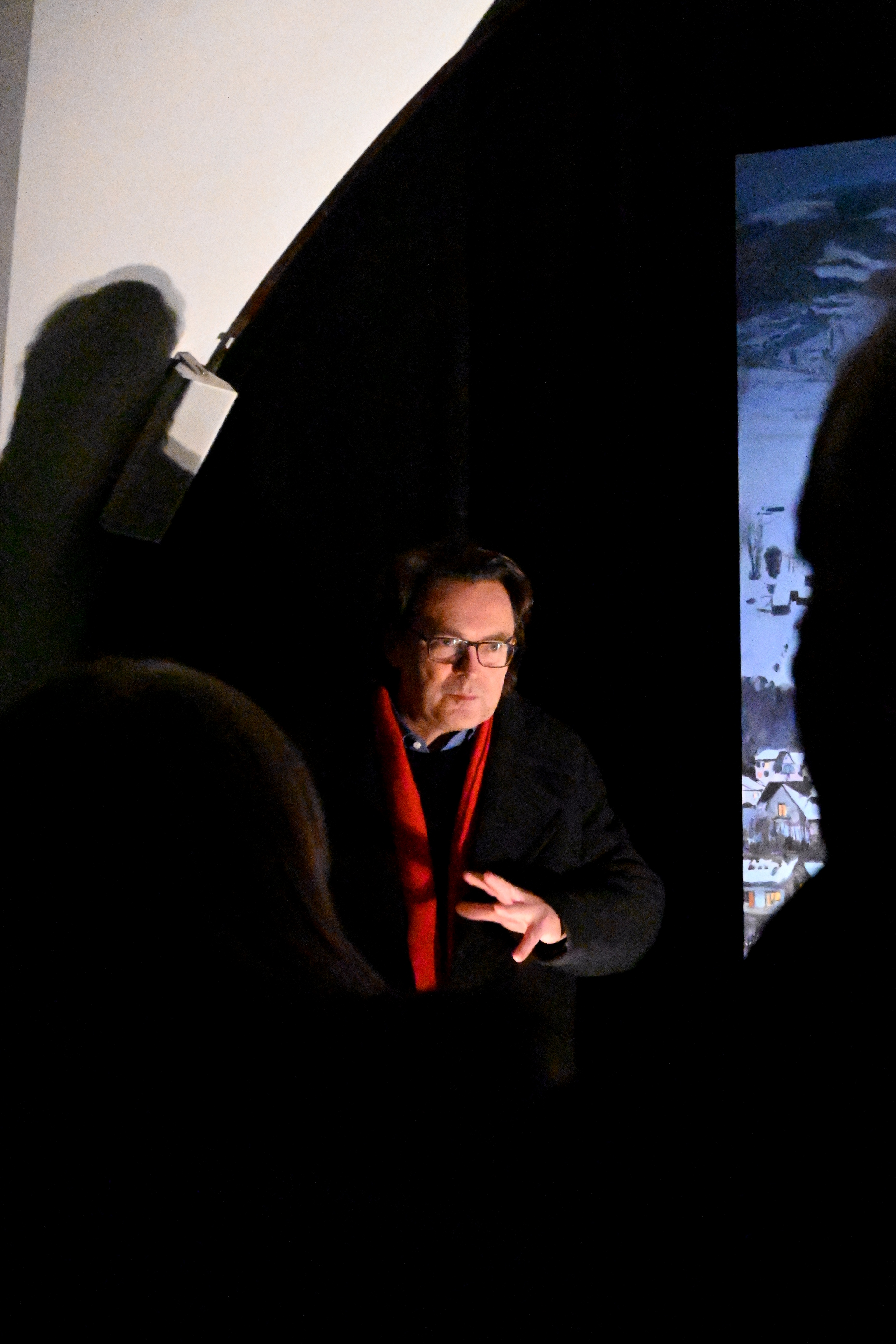
Dariusz Karłowicz w trakcie oprowadzania kuratorskiego po wystawie „Nawiedzenie” w ramach projektu „Namalować katolicyzm od nowa” (2024)

Trzecia edycja dotyczyła Nawiedzenia Elżbiety przez Maryję. Miała miejsce w Warszawie (podziemia katedry św. Floriana, listopad 2024- styczeń 2025) i Bielsku-Białej (w Bielskim Centrum Kultury, marzec-kwiecień 2025).

### IV edycja –Boże Narodzenie
W czwartej edycji powstały obrazy dotyczące Bożego Narodzenia (duże) oraz adoracji Dzieciątka (małe). 
Wernisaż odbędzie się w listopadzie 2025 w podziemiach katedry św. Floriana.

## Inicjatywy towarzyszące
Seria wydawnicza "Namalować katolicyzm od nowa" – seria wydawana przez wydawnictwo Teologii Politycznej, jako poszerzająca wiedzę z zakresu kultury, sztuki i teologii. Tom 1 - ks. Janusz Pasierb Kult i Kultura (wybór i opracowanie ks. bp. Michał Janocha), tom 2 - Alain Besançon, Zakazany obraz. Intelektualna historia ikonoklazmu.